# 국가 건설

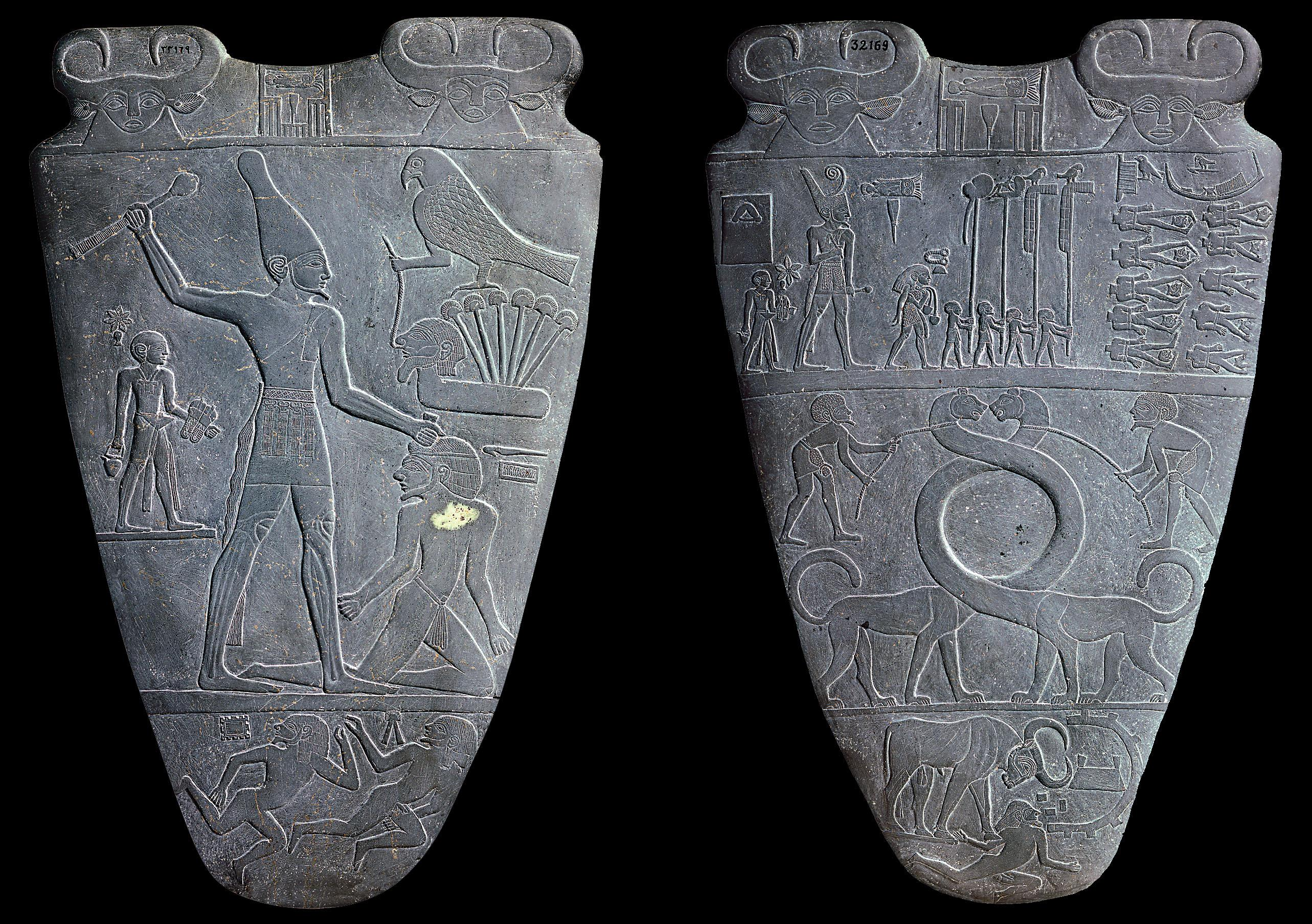
국가 건설 도상학의 초기 사례 중 하나: 파라오 나 르메르를 묘사한 나 르메르 팔레트 (기원전 31세기)의 양면, 상 이집트의 흰색 왕관(직근) 및 하 이집트의 붉은 왕관(뒷면)을 착용하여 통일을 나타낸다.

사회과학과 인문학 분야에서 사용되는 국가 건설이라는 용어는 국가가 처음으로 형성되고 현대에 이르기까지 국가의 생성, 제도화, 안정화 및 지속 가능한 발전에 관련된 정치적, 역사적 과정을 나타낸다. 이러한 과정은 다양한 이론적 관점에서 탐구되며, 국가 건설에 기여하는 다양한 요소와 관련된 복잡한 문제를 다루고 있다. 이러한 요소에는 지정학적, 경제적, 사회적, 문화적, 민족적, 종교적, 내부적 및 외부적인 요인들이 포함된다.
20세기 말부터 국가 건설은 국제 사회의 평화 구축에 있어서 필수적인 부분이자 구체적인 접근 방식으로 발전했다. 정치 및 학계 전반의 학자들은 이스라엘-팔레스타인 분쟁, 이라크 보스니아 헤르체고비나,아프가니스탄  의 전쟁 관련 분쟁을 비롯한 많은 주요 국제 분쟁들에서 국가 건설 접근 방식을 평화 구축에 대한 선호 전략으로 간주하게 되었다.
국가 건설에 관한 학술 문헌의 일반적인 주장은 안보 없이는 국가 건설의 다른 작업이 불가능하다는 것이다. 결과적으로, 평화 구축을 위한 접근 방식인 국가 건설이 분쟁 및 분쟁 이후 사회에서 채택될 때 최우선 순위는 더 넓은 정치적, 경제적 발전을 가능하게 하기 위해 안전한 환경을 조성하는 것이다. 지금까지 평화 구축을 위해 국가 건설 접근 방식을 사용한 결과는 엇갈렸고, 발칸 반도, 아프가니스탄, 이라크 등 많은 곳에서 국제 사회가 설정한 초기의 높은 기대가 충족되지 않았다. 국가 건설에 관한 문헌은 국가 건설이 역사적으로 폭력적인 과정이었고 위에서 언급한 사례와 다른 많은 사례의 결과가 국가 건설의 불안정하고 종종 폭력적인 성격을 확인했다는 점을 항상 매우 분명하게 밝혔다.

## 정의
국가 건설은 다양한 방식으로 개념화되었다.
역사적 접근 방식은 국가 건설의 과정을 국가의 초기 형성부터 현대까지의 시간적 연속성을 중점으로 다룬다. 역사과학은 국가 건설을 다양한 요인(지정학적, 경제적, 사회적, 문화적, 민족적, 종교적)이 복잡하게 상호 작용하는 현상으로 간주하며, 특정 역사적 맥락에서 이러한 요인과의 관계를 분석한다. 이 방법을 통해 모든 국가 건설 과정을 이해하려고 노력한다.
역사적 접근 방식은 국가의 성립과 성장을 과거 사건과 상황에 근거하여 탐구하며, 그 과정에서 국가 건설의 주요 단계와 변화, 그리고 특정 시대와 지역의 독특한 맥락을 고려한다. 이러한 방식은 국가의 정치, 경제, 사회, 문화, 민족, 종교적 측면을 연구하여 국가 건설과정에 영향을 미치는 다양한 힘과 상호작용을 이해하려는 목적을 가지고 있다.
역사적 접근 방식은 과거 사건과 데이터를 기반으로 현대 국가 및 사회의 특징을 설명하고 예측하는 데 도움을 준다. 또한, 이 방식은 국가 건설의 복잡성과 다양성을 인식하며, 다양한 국가와 지역 간의 차이점과 공통점을 밝혀내는 데 기여한다. 
두 번째 접근 방식은 국가 건설을 외부 행위자(외국)가 약하거나 분쟁 후 또는 실패한 국가의 제도를 건설하거나 재구축하려고 시도하는 활동으로 개념화한다.
세 번째 접근 방식은 국가 건설을 개발로 개념화한다.

## 국가 건설 이론의 적용

### 약탈 이론

#### 전쟁
유럽 국가의 발전을 연구하면서 '찰스 틸리'라는 학자는 이 국가들이 네 가지 활동에 참여하고 있음을 확인했다.
1. 전쟁 일으키기 – 자신의 라이벌을 제거하거나 무력화
2. 국가 형성하기 - 자신의 영토 내에 있는 경쟁자 제거
3. 보호 – 고객의 적을 제거하거나 무력화한다.
4. 추출 – 처음 세 가지 활동을 수행하는 수단을 획득
5. 판결 – 인구 구성원 간의 분쟁에 대한 권위 있는 해결
6. 분배 – 인구 구성원 간의 물품 할당에 대한 개입
7. 생산 – 인구가 생산하는 재화와 서비스 통제

찰스 틸리에게 이런 활동은 상호 의존적이고, 폭력을 독점하는 국가의 능력에 의존한다. 유럽 국가들이 통합되기 전에, 왕들은 전쟁에서 이기기 위해 영주들의 군대에 의존했고, 몇 년 동안의 캠페인을 통해 영토의 최종 경계를 정했어. 그럼에도 불구하고, 이 영주들과 그들의 개인 군대는 일상에서 왕의 권력에 잠재적인 위협이 될 수 있었다. 원래 구조는 전쟁 캠페인 비용을 충당하고 (적과 국가로부터) 보호하는 대가로 왕의 부하로부터의 추출을 용이하게 하려고 만들어졌다. 그러나 추출은 또한 국가를 경제적으로 강화해 폭력 사용에 대한 통제력을 더 확대할 수 있었다.
이 네 가지 활동 중에서 전쟁 수행은 세금 부과 수준을 높이는 주요 자극제였으며, 따라서 재정 능력이라고도 불리는 자원을 추출하는 국가의 능력을 증가시켰다.  외부 위협에 직면하면서 시민들로부터 세금을 징수하는 국가의 능력이 향상됨에 따라, Jeffrey Herbst는 실패한 국가가 유럽 국가들이 겪었던 과정을 재현하기 위해 해산되거나 전쟁에 참여하도록 허용해야 한다고 제안했다.  보호를 대가로 추출하는 과정은 경제학자 프레데릭 레인(Frederic Lane)에 의해 추가로 주장되었다. 레인은 "정부는 사람들이 원하든 원치 않든 보호 장치를 판매하는 사업에 종사하고 있다"고 주장했다. 더 나아가, 그는 폭력을 생산하고 통제하는 데 독점이 가장 적합하다고 주장했다. 그는 이것이 독점 내 경쟁이 비용을 증가시키고 폭력을 생산하는 데 규모의 경제가 더 커진다는 사실 때문이라고 주장했다. 이 논리는 근대 초기 유럽의 약탈적 국가 이론과 일치하지만,  Richard Joseph를 포함한 여러 학자들로부터 Herbst의 관점은 비판을 받았다. 많은 사람들은 이 이론의 제한된 관점을 무시하고 대신 모든 종류의 강력한 외부 위협을 포함하도록 확장했다. 국가에 대한 외부 위협은 국가로부터 자원을 추출할 수 있는 강력한 제도적 역량을 생성한다.
이렇게 증가된 역량을 활용하면서 Cameron Thies는 국가를 정부의 영향력과 권한을 확장하기 위해 증가된 역량을 사용할 수 있는 "운전자"가 필요한 기계로 설명한다. 운전자는 국가 직원일 수도 있고, 지배 계층일 수도 있고, 카리스마 넘치는 개인일 수도 있다. 이러한 동인이 없으면 국가의 정치, 군사적 기계는 따라야 할 방향이 없으며, 따라서 이러한 방향이 없으면 전쟁과 전쟁에서 추출한 증가된 자원을 성장에 사용할 수 없다. 반면에 내전, 즉 내전은 국가추출에 부정적인 영향을 미친다. 국가에 대한 내부 경쟁자들은 시민들을 통합하고 추출하는 국가의 능력을 감소시킨다. 경쟁자들은 일반적으로 세금 부담을 낮추고 경제적 또는 정치적 특권을 얻기 위해 주정부와 협상한다.

#### 제한된 접근 명령
논문에서 Douglass North, John Wallis 및 Barry Weingast는 국가의 약탈적 역할을 이해하기 위한 대체 프레임워크인 제한된 접근 명령을 제안한다. 제한된 접근 명령에서는 지배 엘리트에게 이익이 되는 임대료를 창출하기 위해 경제 및 정치 시스템 모두에서 진입이 제한된다. 공개 접근 명령에서는 누구나 입장이 가능하다. 오픈 액세스 상태의 논리는 비인격성에 기반을 두고 있다. 두 시스템 모두 상호 의존적이며 제한적이든 개방적이든 유사한 액세스 프레임워크가 있는 경우에만 안정적이다. 제한적 접근 명령에서 개방적 접근 명령으로의 전환은 1) 엘리트를 위한 법치, 2) 조직의 영구 생명, 3) 군대의 정치적 통제라는 세 가지 "현안 조건"에 기초한 어렵고 급진적인 변화를 수반한다. 세 가지 초기 조건이 모두 충족되면 개방형 액세스 순서 방향으로 상태를 더 이동시키기 위해 더 많은 점진적인 변경이 이루어질 수 있다.

### 외부 대출
Didac Queralt에 따르면, 19세기에 신용에 대한 저렴한 접근은 국가 건설을 방해했다. 왜냐하면 외부 대출에 대한 접근으로 인해 통치자가 내부 자원 추출을 강화하기 위해 국내 정치 개혁을 수행할 필요가 없게 되었기 때문이다.

### 사회 변화와 사회 질서
조엘 미그달은 아시아, 아프리카, 라틴아메리카 국가에 대한 연구에서 강력한 국가를 건설하기 위한 필요충분조건을 제시했다. 그는 낡은 사회 통제와 제도를 약화시키는 '대규모 사회 혼란'을 필요 조건으로 여겼다. 그러한 사례로는 유럽의 흑사병 과 백년전쟁, 19세기 아시아, 아프리카, 라틴아메리카로의 세계 경제 확장, 중국, 한국, 베트남의 전쟁과 혁명의 결합, 대규모 이주 등이 있다. 20세기 대만 과 이스라엘 에서. 또한 그는 충분조건을 다음과 같이 열거했다.
- 외생적인 정치 세력이 집중적인 사회 통제를 선호했던 세계 역사적 시기;
- 외부 또는 국내의 다른 집단으로부터 군사적 위협이 존재하는 경우
- 독립적인 관료제를 구축하기 위한 숙련되고 독립적인 사람들의 그룹이다.
- 위의 조건을 활용하는 숙련된 최고 리더십.

## '국가 건설', 군사 개입, 정권 교체 등 차별화
일부 평론가들은 "국가 건설"이라는 용어를 "국가 건설"과 같은 의미로 사용했다(예: 국가 건설에서 미국의 역할에 대한 랜드 보고서). 그러나 두 주요 이론 학파 모두 "국가"보다는 국가가 사고의 초점이다( 국가는 전통적으로 정체성의 역사, 문화 및 언어로 통합된 인구 자체를 나타낸다). 국가 구조(그리고 국가와 사회와의 관계)와 관련하여 논의된 문제는 결과적으로 국가 건설이라는 용어가 더 널리 받아들여지는 용어이다. 정치학에서 ' 국가 건설 '은 일반적으로 특정 집단 내에서 국가적 정체성을 장려하는 과정으로 정의되는 매우 뚜렷한 의미를 가지며, 이 정의는 국가 역량보다는 사회화와 더 관련이 있다(ODI, OECD, 및 위에 인용된 DFID 보고서).
마찬가지로, 국가 건설(국가 건설)은 때때로 군사 개입이나 정권 교체와 혼동되어 왔다. 이는 부분적으로 제2차 세계대전 당시 독일과 일본의 군사적 행동과 그에 따른 국가들에서 비롯되었으며 특히 아프가니스탄(2001년 10월)과 이라크(2003년 3월)에 대한 군사 개입 이후 널리 퍼졌다. 그러나 이 두 개념의 융합은 매우 논란의 여지가 많았으며 반대 이념적, 정치적 세력이 이라크와 아프가니스탄에서의 행동을 불법 군사 점령으로 정당화하거나 거부하려고 시도하는 데 사용되었다. 따라서 외부개입에 의한 정권교체는 국가건설과 구별되어야 한다.
보스니아 헤르체고비나 (1992-1995), 동티모르, 시에라리온 등 최근의 사례를 포함하여 국가 역량 구축에 초점을 맞춘 국제 또는 다자간 행위자들의 군사적 개입 사례가 몇 가지 있었다. 이러한 개입은 대안적으로 "신탁통치" 또는 "신제국주의"로 설명된다. 이 프레임워크에서 강력한 국가는 종종 국제 법적 권위의 지원을 받아 기존 통치 구조가 미개발된 지역의 모든 통치의 일부를 맡는다. 19세기와 20세기 초의 고전적인 제국주의와는 달리, 이러한 유형의 개입은 지역 국가 구조를 (재)구축하고 가능한 한 빨리 통치권을 그들에게 넘겨주는 것을 목표로 한다. 이러한 노력은 목표 범위에 따라 다양하다. 일부는 인력, 돈, 시간을 충분하고 지능적으로 적용함으로써 대대적인 변화를 이룰 수 있다고 믿는 반면, 그러한 계획은 본질적으로 기초가 될 것이라고 믿는 사람들도 있다. 개입의 예측 불가능성과 장기간의 지속적인 개입으로 인해 지역 지도자들이 책임을 지지 못하고 반군 세력이 강화되는 경우가 많다.
신탁통치, 주권 공유 및 기타 새로운 개입 모델은 개입이 국가 건설을 위한 가장 효과적인 전략이며 국가는 외부 간섭 없이는 정부 실패로부터 회복할 수 없다는 가정에 기초한다. 그러나 Jeremy M. Weinstein은 자율적 복구가 "지속적인 평화, 체계적인 폭력 감소, 국제적 개입 없이 전후 정치 및 경제 발전"을 제공하는 과정으로 존재한다고 제안한다. 이 주장은 군사 개입이 반군의 승리 가능성을 낮추고 평화 구축이 폭력을 억제한다는 점을 고려할 때 외부 간섭이 전쟁이나 군사적 승리에서 생산되는 국가 건설 부산물을 손상시킨다는 점을 시사한다. 외부 지원은 통치자나 정치 지도자와 그 구성원 사이의 자립적 관계 형성을 약화시킨다. 해외 원조는 동일한 지도자를 권력에 유지하는 정부를 장려하고 지역 정치인과 지역 주민들을 결속시키는 세입 추출 계획 개발을 방해한다. 전쟁이나 군사적 승리는 전쟁의 부산물인 국내 정당성과 국가 세입 추출 능력을 통해 자립적이고 대표적인 제도적 장치를 위한 조건을 조성한다.

## 평화 구축과 비교
국가 건설은 분쟁 재발을 방지하기 위해 평화를 강화하고 공고히 하는 구조를 식별하고 지원하는 활동을 의미하는 용어인 평화 구축을 자동으로 보장하지 않는다. Grävingholt, Gänzle 및 Ziaja가 주장하는 것처럼 전통적으로 두 가지 개념은 복잡한 관계로 인해 딜레마를 일으키고 절충이 필요한 두 가지 개별 개념으로 간주되었지만 실제로는 동일한 문제에 대한 두 가지 서로 다른 관점, 즉 흔들리는 사회적 평화와 붕괴를 나타낸다. 정치적 질서의. OECD는 평화 구축과 국가 건설이 동일하지 않다고 강조하지만 둘 사이의 연관성과 한 요소의 강화가 다른 요소에 있다는 점을 인정한다. '평화 구축은 주로 분쟁 후 환경과 연관되어 있으며, 국가는 - 구축은 평화를 제도화하기 위한 핵심 요소가 될 가능성이 높다. 평화 구축과 국가 건설을 포함한 파리의 모델은 가장 잘 알려진 모델 중 하나이다. 그는 자유화 전 국제화(IBL) 접근 방식을 옹호하며, 평화 구축은 자유롭고 효과적인 국가를 건설하는 데 맞춰야 하며, 따라서 '자유화의 병리를 피하는 동시에 전쟁으로 파괴된 국가를 민주주의와 시장을 향한 장기적인 경로에 배치해야 한다고 주장한다. -시장 지향적인 경제학'.
평화 구축과 국가 건설을 동일한 모델에 통합하는 이점에도 불구하고 적용 한계를 인식해야 한다. 실제로 외교와 안보 정책 입안에서는 여전히 이 문제들을 별도의 문제로 취급하고 있다. 더욱이 학자들은 종종 다른 각도에서 주제에 접근한다. Heathershaw와 Lambach는 실제로 파리가 설정한 야심찬 목표를 시도하는 개입은 강압적일 수 있으며 '목적이 수단을 정당화한다'는 전망에 의해 추진될 수 있다고 경고한다. 이러한 우려는 UN 평화 유지 임무에서 심각한다. 왜냐하면 평화 구축자들이 한 단계 더 나아가 폭력의 원인을 근절하기를 열망할 뿐만 아니라 종종 분쟁 당사자들이 합의하지 않는 폭력의 원인을 근절하기를 열망하는 사례가 있었기 때문이다. '독단적인 권력에 대한 경향을 줄이고 사회의 모든 부문에 목소리를 내기 위해 민주주의를 포함한 다양한 자질을 갖춘 분쟁 후 사회; 인권 침해를 줄이기 위한 법의 지배; 개인이 국가를 장악하는 것이 행운을 얻는 가장 확실한 길이라고 믿지 않도록 하기 위해 부패 없는 시장 경제; 갈등 관리 도구; 그리고 관용과 존중의 문화'이다. 유엔이 다르푸르 와 콩고민주공화국처럼 분쟁이 잦은 상황에서 어려움을 겪고 있는 것으로 보일 때 이러한 야심찬 목표는 의심스럽다. 아이티와 라이베리아와 같이 어느 정도 안정을 달성한 곳에서는 ' 무겁고 비용이 많이 드는 안보 중심의 평화 유지 작전에서 더 가볍고 평화 구축 중심의 임무로 전환'하라는 압력을 견뎌낸다. 권한에 국가 건설을 도입하는 것은 추가 비용과 노력을 수반할 뿐만 아니라 '이 지역으로의 평화 유지 확대가 사실상 정치적, 재정적, 제도적, 관료적 영향과 함께 안보리의 권한을 확대했기 때문에 논란의 여지가 있다. 아직 완전히 해결되지 않았다.
- 국가 건설은 국가 자체의 발전과 강화에 중점을 두며, 평화 구축은 갈등과 폭력의 예방 및 해결에 중점을 둔다.
- 국가 건설은 국내 정부와 국민을 대상으로 하는 내부적인 노력이며, 평화 구축은 종종 국제 갈등과 관련된 국제 사회와의 상호 작용이 필요하다.
- 국가 건설은 국가의 인프라 및 제도적 역량을 향상시키기 위해 다양한 부문에서 진행되지만, 평화 구축은 갈등 관리 및 갈등 재건에 중점을 둔다.

국가 건설의 본질적인 정치적 성격으로 인해 국가 건설을 위한 개입은 평화를 방해하고 집단 긴장을 증가시키며 추가 갈등을 촉발할 수 있다. '평화를 유지하려면 최소한의 기능을 하는 국가가 필수적이다'라고 강조하는 합의의 힘은, 잘못된 합법성과 포용이 미래에 초래할 수 있는 합병증을 무시하고 전체 과정을 약화시킨다. 예를 들어, 과테말라 평화 협정은 성공적인 것으로 간주되었지만 '이 협정의 형식적인 내용은 수십 년(수세기는 아니더라도) 동안 자리를 잡은 권력 구조를 실질적으로 변경하지 않았다. 엘리트들 사이에는 그들의 특권과 권력을 건드릴 수 없다는 근본적인 (비공식) 이해가 남아 있는 것으로 보인다. 따라서 협정이 전쟁 발발을 예방했기 때문에 성공한 것으로 간주될 수 있지만, 이 '성공'은 1999년 2월 역사명명위원회가 발표한 후속 보고서의 의미로 인해 오염되었다. 특정 기관은 광범위한 인권 침해에 책임이 있는 것으로 지목되었다. 이 중 93%는 국가 기관에, 3%는 게릴라 부대에 할당되었다. 보고서는 예상치 못한 강한 언어로 전쟁이 한창일 때의 과테말라 정부 정책을 대량 학살 정책으로 묘사했다. 평화 구축 과정의 일환으로 이러한 국가 기관을 강화하는 것은 연합을 통해 국가 기관을 오염시킨다.
평화를 위해 특정 이해 집단을 '달래거나' '매수'하려는 노력은 효과적인 국가 제도보다 정치적 합의 확립을 선호할 수 있는 권력 공유 운동과 마찬가지로 국가 건설 운동을 약화시킬 수 있다. 그러한 정치적 합의는 또한 군 내 특정 세력의 권력과 권위를 강화하여 그들이 국가 건설 훈련에 해를 끼치면서 국가 자원을 분할할 수 있도록 허용할 수 있다. 그러나 정부가 영토 주변을 통제할 만큼 충분한 권한을 갖고 있지 않은 약한 국가에서는 엘리트와의 동맹을 통해 국가의 통치 권력을 강화할 수 있다. 그러나 이러한 동맹은 합의가 당사자들에게 상호 이익이 된다면 성공한다. 예를 들어 엘리트의 권력이 경쟁으로 위협받고 정부의 권한이 권력을 감소시키는 데 도움이 될 것이다. 그 대가로 정부는 주변 지역의 정책에 대한 정보와 통제권을 획득하게 된다. 2001년 이후 아프가니스탄은 정부와 엘리트 간의 유익한 협정의 예이다. 일부 엄선된 군벌에게 주지사 자격을 부여함으로써 두 주요 지역에서 강력한 거버넌스 브랜드를 탄생시켰다.
때로는 평화 구축 노력이 평화와 발전을 더 빠르게 가져오기 위해 국가를 우회하는 경우도 있다. 예를 들어 콩고 민주 공화국의 많은 NGO가 국가 개입 없이 학교를 짓고 있는 것으로 나타났다. 국가 또한 문제의 일부일 수 있으며, 국제 행위자들이 국가에 지나치게 의존하는 것은 국가 내부의 안보를 악화시킬 수 있다.
반대로, 국가 부패는 국가 건설 노력이 하나의 민족, 종교 또는 기타 소수 집단에만 도움이 되어 폭력으로 확대될 수 있는 긴장을 악화시킨다는 것을 의미할 수 있다. 국가 건설은 또한 약탈 국가가 제도를 강화하고, 폭력적인 권위를 강화하며, 불만과 대중의 저항을 더욱 부추기는 데 도움을 줄 수 있다.
그러나 실제로는 국가 건설과 평화 구축의 차이점에 대한 혼란이 남아 있다. 유엔의 위협, 도전, 변화에 관한 고위급 패널은 "안보 확립과 함께 평화 구축의 핵심 임무는 시민 사회와의 협상을 통해 정부와 거버넌스에 대한 합의된 틀을 확립할 수 있는 효과적인 공공 기관을 구축하는 것"이라고 밝혔다. 법치". 또한, 2004년 UN 연구에 따르면 많은 UN 관료들이 효과적이고 합법적인 국가 기관의 설립이 성공적인 평화 작전의 핵심 지표라고 생각하는 것으로 나타났다.

## 국가 용량
국가 역량은 일반적으로 또는 특정 목표와 관련하여 정책 목표를 달성하는 정부의 능력이다. 용량이 부족한 상태는 취약한 상태 또는 더 극단적인 경우 실패한 상태 로 정의된다. 높은 국가 역량은 법과 질서, 사유재산권, 대외 방어를 확립할 수 있을 뿐만 아니라 경쟁 시장, 교통 인프라, 대중 교육을 구축하여 발전을 지원할 수 있기 때문에 장기적인 경제 발전과 밀접하게 연관되어 있다.
학자들 사이에서는 국가 역량에 대한 다양한 정의가 있다.  경제사학자인 노엘 존슨(Noel Johnson)과 마크 코야마(Mark Koyama)는 국가 역량을 "세금을 징수하고 법과 질서를 집행하며 공공재를 제공하는 국가의 능력 "으로 정의한다. Berwick과 Christia는 국가 역량에 관한 문헌을 3가지 다른 영역으로 통합한다.
- 추출 능력은 정부에 자원을 제공하기 위해 임대료를 징수하는 프로세스이다. 과세는 추출의 가장 일반적인 형태이다. Tilly는 국가 건설이 의도된 것은 아니지만 일단 시작되면 추출 용량이 필요하다고 주장한다.[3] 더욱이 Herbst는 전쟁이 추출 능력을 시작하거나 증가시키는 촉매제라고 주장한다.[39]
- 정부 역량은 하급 정부 직원이 상급 정부의 의제를 이행할 수 있는 능력이다.
- 규제생산능력은 국민에게 생산량을 제공하는 국가의 능력이다. 이 결과에는 법 집행과 시민을 위한 정책 설정이 포함될 수 있다.

국가 역량은 일부 국가는 부유하고 다른 국가는 부유하지 않은 이유에 대한 필수 요소로 널리 인용된다. "세계에서 가장 부유한 국가는 오래 지속되고 중앙집권화된 정치 제도가 특징이라는 것이 확립되었다." "빈곤은 특히 중앙집권화된 정부의 역사가 부족하고 내부적으로 단편화된 국가에서 널리 퍼져 있고 다루기 어렵다."; "국가 역량이 약한 국가는 특히 내전과 내부 갈등에 취약한다."
Pritchett, Woolcock & Andrews(2013)는 국가 건설이 실패하는 이유에 대한 비판을 제공한다. 그들은 많은 국가가 역량 함정에 빠져 있다고 주장한다. 즉, 국가는 기껏해야 동일한 수준의 국가 역량에 매우 낮은 속도로 수렴하고 있다. 그들은 하위 15개 국가가 정치적 독립 이후 성장한 것과 동일한 평균 속도로 역량이 계속 성장한다면 하위 15개 국가가 최고의 성과를 내는 국가 역량 수준에 도달하는 데 평균 672년이 걸릴 것으로 추정한다.  다른 지수는 국가들이 따라잡지 못하고 있음을 나타낸다. ICRG(International Country Risk Guide)의 관료적 품질 및 부패 지수는 하위 30개 국가의 성장 속도가 마이너스이다. 저자들은 역량 함정이 국가 역량을 높이기 위한 외부 지원이 개발 프로세스를 가속화하는 데 성공하지 못했다는 것을 보여준다고 주장한다. 그들은 이러한 구현 실패가 두 가지 기술을 통해 발생할 수 있음을 식별한다. i) 제도의 구조를 모방하지만(특정 규칙을 준수함) 사회에 기능적인 목적을 제공하지 않는 체계적 동형 모방 ; ii) 외부인이 가하는 압력이 지역 기관의 유기적 발전을 훼손하는 조기 부담 .

## 접근법
성공적인 국가 건설 전략을 수립하기 위한 많은 구체적인 기술이 존재하지만 최근 2010년 UNRISD 보고서에서는 세 가지 구체적인 접근 방식이 확인되었다. 이 세 가지 접근 방식은 모두 내생적 사고 방식에 속하며 좋은 거버넌스, 새로운 공공 관리 및 분산화이다.

### 국가 건설 도구로서의 교육
교육은 국가 건설을 촉진하기 위해 민주적, 권위주의적 맥락 모두에서 사용된다. 민주주의적 맥락과 권위주의적 맥락 모두에서 교육은 시민들에게 어릴 때부터 국가의 권위를 존중하도록 가르침으로써 사회 질서와 정치적 안정을 증진시키는 것을 추구한다. 정부는 공통의 문화, 정치적 가치와 신념, 정치적 행동을 가르치기 위해 초등교육을 활용하는 경우가 많다. 교육은 또한 인적 자본을 향상시키고 경제 성장을 촉진할 수 있다. 그러나 교육에 대한 접근성과 인구의 기술 수준 사이의 상관관계는 약한다. 일부 사람들은 교육이 권위주의 국가에 불안정한 영향을 미치기 때문에 권위주의 국가에서는 교육 제공을 자제할 것이라고 주장하지만, 역사적 기록에 따르면 권위주의 정부는 교육 제공을 줄이기보다는 확대한 경우가 많았다.

국가 건설에서 교육은 중요한 도구로 활용될 수 있으며, 국가 건설의 다양한 측면을 향상시키고 지원하는 역할을 한다.
- 인적 자본 개발: 교육은 국가의 인간 자본을 강화하는데 중요한 역할을 한다. 교육을 통해 국민은 기술, 지식, 직업 훈련을 받고, 경제 활동 및 사회 참여에 필요한 역량을 갖춘다. 이는 국가의 생산력을 향상시키고 경제 성장을 촉진하는데 기여한다.
- 시민 교육 및 인권 강화: 교육은 시민들에게 국가의 가치, 역사, 법과 규정, 인권 등을 가르치는 플랫폼을 제공한다. 이를 통해 시민들은 민주적인 가치를 이해하고 존중하며, 국가 건설과 평화를 유지하는데 중요한 역할을 한다.
- 포용적 개발: 교육은 사회의 포용적 개발을 촉진한다. 모든 계층에게 교육 기회를 제공함으로써 사회적 불평등을 줄이고, 다양한 집단들이 국가 건설에 참여할 수 있는 기회를 제공한다.
- 기술과 혁신: 교육은 기술과 혁신을 촉진하는데 중요한 역할을 한다. 고등 교육과 연구 활동을 지원함으로써 새로운 기술과 아이디어를 개발하고, 국가의 경쟁력을 향상시키는데 도움이 된다.
- 문화 보존과 유산 강화: 교육은 국가의 문화 유산을 보존하고 강화하는데 도움이 된다. 교육을 통해 전통적인 예술, 언어, 역사, 문화를 보존하고 다음 세대에 전달할 수 있다.
- 지역 및 국제 협력: 교육은 국가 간 협력을 촉진하는데 중요한 역할을 한다. 국제 교육 프로그램은 국가 간 협력과 이해를 강화하고, 국제적인 문제에 대한 해결책을 찾는데 도움이 된다.

### 좋은 거버넌스
좋은 거버넌스는 정부가 국민의 권리를 보호하는 공공 기관을 설립할 수 있는 성공적인 방법을 가리키는 데 매우 널리 사용되는 용어이다. 좋은 거버넌스의 이상에는 변화가 있었고, Kahn 이 말했듯이, "지배적인 '좋은 거버넌스' 패러다임은 시장 친화적인 국가에 필요한 거버넌스 역량이라고 주장하는 일련의 역량을 식별한다. 여기에는 다음이 포함된다. 특히, 안정적인 재산권을 보호하고, 법치를 집행하며, 부패 방지 정책을 효과적으로 구현하고, 정부 책임을 달성하는 역량이다." 이러한 좋은 거버넌스 패러다임은 1990년대에 등장한 시장 강화 프로세스이다. 이 접근 방식에는 법치 강화, 더 강력한 재산권 창출, 부패 감소 등이 포함된다. 이 세 가지 특성을 개선하는 데 집중함으로써 국가는 시장 효율성을 향상시킬 수 있다. 재산권의 부족과 심각한 부패 등이 어떻게 시장 실패로 이어지는지 설명하는 시장 실패의 이론적 순환이 있다 .
- 이 악순환은 경제 침체로 시작되는데, 이는 문제에 효과적으로 대응할 수 없는 약한 정부와 법치주의의 비효율성을 강화하고 노출시킬 수 있다.
- 정부는 무책임하거나 약하기 때문에 소규모 이익 집단이 특정 이익을 위해 정부를 이용하여 지대추구 와 부패를 초래할 수 있다.
- 이익집단의 부패와 지대추구는 재산권을 약화시켜 시민과 중소기업이 국내법에 따라 자신의 재산이 안전하다는 확신을 갖지 못하게 할 것이다. 또한 부패는 복지를 감소시키는 개입으로 이어질 것이다.
- 이러한 약한 재산권과 복지를 감소시키는 개입은 높은 거래 비용 시장으로 이어진다.
- 높은 거래비용 시장은 경기침체로 이어진다.

법치를 개선하고 부패를 줄이는 것이 정부의 안정성과 정당성을 높이는 중요한 방법으로 이해되지만, 이러한 접근 방식이 국가 건설 접근 방식의 좋은 기반인지는 확실하지 않다. 연구원 은 재산권, 규제 품질, 부패, 발언권 및 책임을 측정하여 이러한 접근 방식을 조사했다. 재산권 증가와 1인당 GDP 성장률 사이에는 상관관계가 거의 발견되지 않았다. 마찬가지로, 포괄적인 개혁을 촉진하는 것이 더 유익한지, 아니면 열악한 제도화 상황에서 필요한 최소한의 개혁을 촉진하는 것이 더 유익한지에 대해 개발 연구자들 사이에 의견 차이가 있다. 후자 접근 방식의 지지자들은 "충분한 거버넌스"라는 개념을 제시했다.

### 새로운 공공 관리
정부 행정을 강화하려는 시도가 실패하자, 개발도상국들은 IMF와 세계은행의 압력을 받아 시장 중심의 경영 개혁을 채택하기 시작했다. 새로운 공공관리 접근법은 1980년대 뉴질랜드와 영국에서 처음 등장했다. 새로운 공공 관리는 공공 부문 내에서 시장과 유사한 개혁을 통해 정부에 경제 개발 계획을 실행하는 데 필요한 권한을 제공하는 동시에 경쟁적인 시장 기반 기술을 사용하여 공공 부문 생산을 향상시킨다. 이는 공공 부문 고용 관행을 경력직에서 고위 직원을 위한 기간 한정 계약, 현지 결정 급여 및 성과 관련 급여로 변경했다. 둘째, 시민에 대한 서비스 제공의 효율성을 높이기 위한 노력의 일환으로 정부 서비스 제공이 계약, 프랜차이즈, 바우처 및 사용자 요금으로 전환되었다.
이러한 유형의 정부에서는 부처(주체) 내의 대규모 관료제가 더 이상 계층 구조를 유지하지 않고 오히려 개별 대리인의 역할을 수행하는 부처의 운영 부서로 구성된다. 이 전략은 뉴질랜드, 영국, 미국과 같은 자유주의 시장 중심 정책 체제에서 더욱 두드러졌다. 유럽 대륙은 이러한 유형의 정책 시행에 더욱 저항해 왔다. 개발도상국에서는 서비스 제공 시장이 불완전하고 기업이 규제를 받을 위험이 커지기 때문에 이러한 유형의 인프라를 구현하는 것이 어려웠다. 성공적인 구현을 위해 정부는 신뢰할 수 있는 성과 지표를 측정할 수 있는 인프라와 민간 공급자의 행동을 규제할 수 있는 역량을 갖추어야 한다.

국가 건설에서 '새로운 공공 관리'의 중요성은 여러 측면에서 부각된다.
- 효율성과 효과성 향상: 새로운 공공 관리 접근 방식은 기존의 관리 방식보다 더 효율적이며 효과적인 자원 할당과 운영을 촉진한다. 이를 통해 국가 건설 프로젝트는 더 빠르게 완료되고, 예산 내에서 수행될 가능성이 높아진다.
- 투명성과 책임성 강화: 새로운 공공 관리는 투명성을 증진시키며, 공공 자금의 사용과 의사결정 과정을 보다 명확하게 제시한다. 이는 부정부패와 비효율성을 줄이고, 정부와 시민 간의 신뢰를 증대시킨다.
- 시민 참여와 의사소통: 새로운 공공 관리는 시민 참여와 의사소통을 촉진한다. 시민들은 정책 및 프로젝트에 대한 의견을 표현하고, 의사 결정에 참여함으로써 정책 결정과 건설 프로젝트의 질을 향상시킬 수 있다.
- 지속가능성 강화: 새로운 공공 관리는 환경적, 경제적, 사회적 지속가능성을 강조한다. 국가 건설 프로젝트는 자원 소비를 최소화하고, 생태학적 영향을 최소화하며, 지역 사회와 경제에 긍정적인 영향을 미칠 수 있도록 설계된다.
- 혁신과 기술 도입: 새로운 공공 관리는 혁신과 최신 기술의 도입을 촉진한다. 이를 통해 국가 건설 프로젝트는 더 효과적으로 계획되고 실행되며, 기술 혁신을 통해 미래에 대비할 수 있다.
- 긴급 상황 대비: 새로운 공공 관리는 긴급 상황에 대응할 수 있는 유연성을 제공한다. 이는 예기치 않은 사건 및 재해로부터 국가 건설 프로젝트를 보호하고, 신속하게 대응할 수 있는 능력을 향상시킨다.
- 세계적 경쟁력 강화: 현대적인 공공 관리 방식을 채택하면 국가 건설 분야에서 세계적으로 경쟁력을 확보하는 데 도움이 된다. 이는 외국 투자를 유치하고 국제 시장에서 더 많은 기회를 창출할 수 있다.

### 분산
국가 건설 접근 방식과 관련하여 분권화는 "빈곤층이 영향력을 행사할 가능성이 높고 다양한 권한을 행사할 가능성이 있는 낮은 수준의 정부에 권력을 분산함으로써 중앙집권적 권력과 관련된 지대 추구 행위 및 비효율적인 자원 할당을 줄이기 위해 노력하기 때문에 유익하다." 행위자는 서비스 제공에 참여할 수 있다."
분권화의 한계는 능력주의 기반의 감소로 인해 시민에게 봉사하는 국가의 역량이 제한될 수 있고, 지방 차원에서 재정 자금에 대한 제한적인 통제로 효율성이 저해될 수 있으며, 다양한 지역 간의 재정 역량의 실질적인 불평등으로 인해 자원이 비효율적으로 재분배될 수 있다는 것이다. 따라서 이러한 정책이 효과를 거두기 위해서는 중앙정부가 추진하는 성장지향적 재분배 전략이 지역적으로 실행될 수 있도록 조정 노력이 있어야 한다. 또한, 정부 엘리트는 저소득층을 선호해야 하며, 풀뿌리 그룹은 정책 결정 과정에서 지방 당국과 소통할 수 있어야 한다.

## 국가 건설의 예시
유럽 국가들은 자신들이 식민지로 삼았던 영토에서 자신들의 기관을 복제하거나 유증하였으나, 많은 새로운 신흥 국가들은 다르게 진화하였다. 유럽 국가들은 최근에 등장한 일부 국가들의 투쟁과는 맥락적으로 크게 다른, 오랜 기간의 대내외적 투쟁 끝에 통합하였다.

### 정권 종류
하향식 방법을 시행한 정부들은 한 국가와 시민들의 능력을 약화시킬 수 있는 큰 외부 위협이 있다는 생각을 제시한다. 지각된 위협은 정책에 초점을 맞추고 엘리트들을 협력하게 하며 민족주의적 이념의 채택을 용이하게 하는 동기를 창출한다. 권위주의 정부에서는 정치, 군사 및 이념적 힘이 정책 지속에 도움이 되도록 집중된다. 시행된 관료제는 잘 훈련되고 보수가 높으며 채용 및 승진에서 매우 경쟁적이다. 동아시아의 경제적으로 성공한 국가들은 사회 기반 시설을 만들고 농업 부문에 보조금을 지급하고 신용을 제공하며 목표 연구에 대한 지출을 지원하며 보건 및 교육에 투자하는 프로그램들을 진행해왔다. 그러나 대부분의 정부는 비발전적이고 불안정하다. 더욱이 국가들이 효과가 있었던 권위주의적 전략, 특히 브라질, 분단된 군사, 권력의 지역 과두 정치, 불평등의 방대한 격차가 정권을 위임했다. 민주적 정권은 하향식 정부보다 시민들을 더 적극적으로 참여시킨다. 그것은 정책에 이의를 제기할 시민의 권리를 존중한다. 성공적인 민주주의 국가들은 적극적인 시민권을 육성하고, 가난한 사람들의 표에 가치를 부여하는 선거 경쟁력을 유지하며, 평등을 강하게 지향하는 정당을 육성하고, 강력한 정당-사회 운동 관계를 가짐으로써 정치적 역량을 발전시켰다.

### 라틴 아메리카
라틴 아메리카는 19세기 후반에 급속한 경제 성장과 정치적 안정기를 경험했는데, 이는 독립과 폭력, 감소된 국가 능력, 그리고 재정 분열로 인한 수십 년간 이어진 쇠퇴 이후였다. 이 궤적은 그 당시의 다른 [어느] 분쟁 이후의 사회들과 비교하여 현저하게 성공적이다. 라틴 아메리카 사람들은 또한 노예제 폐지(1793년 생도밍게, 1804년 아이티, 1813년 뉴 스페인, 1854년 페루, 1888년 브라질), 토지에 대한 재산권 사회화, 그리고 경제 성장을 촉진하고 이 새로운 국가들을 위한 새로운 정치 경제를 설립한 공공 독점의 제거와 같은 많은 자유주의적인 공공 정책을 신속하고 효과적으로 시행했다. 그러나 라틴 아메리카에서 보여지는 성장과 안정은 21세기까지 계속된 사회적 불평등의 형태로 높은 사회적 비용을 초래했다.
21세기에 들어 라틴아메리카 국가들은 세입을 증가시키는 것이 경제적, 정치적으로 어려워졌고, 이로 인해 국가들은 전쟁비용을 지불하기 위해 필요한 재원을 위해 부채로 눈을 돌렸다. 그 결과 라틴아메리카 국가들은 유럽 국가들이 구축한 것과 동일한 과세기반을 구축하지 못했다. 이는 약탈적 이론으로 설명될 수 있다. 조세수입의 추출에 관한 연구들은 외부 라이벌과 내부 라이벌 모두 국가의 국민으로부터 자원을 개발하고 추출할 수 있는 능력에 영향을 미친다는 것을 입증하였다. 국가간 라이벌은 국가의 자원 추출 능력에 긍정적인 영향을 미치는 반면, 내부 라이벌은 국가 건설에 부정적인 영향을 미쳤다.

### 아프리카
외부의 위협이 자국민으로부터 세금을 빼낼 수 있는 주의 역량을 강화한다는 틸리의 이론은, 아프리카에 있는 개발도상국들에도 적용될 수 있다. 외부의 국가 경쟁자들과 내부의 민족적 경쟁자들이 모두 존재함에 따라, 각 주들은 자국민들로부터 세금을 빼내는 일을 늘리게 된 반면, 내부의 정치적 경쟁자들은 세금을 뽑아내는 일에 영향을 미치는데 실패했다. 권력을 잡고 있는 지도자들은, 다수 민족 집단의 비위를 맞추고, 소수 민족 집단들로부터 위협을 줄일 수 있는 재원을 마련하기 위해 세금을 늘림으로써, 자신들의 지위를 유지하려고 한다. 따라서 내부의 민족적 경쟁자들이 존재함에 따라, 세율을 상당히 높일 수 있는 역량이 생기게 된다.
찰스 틸리의 유럽 국가 형성 이론을 바탕으로, 많은 학자들은 식민지 국경에 도전하기 보다는 내부의 경쟁에 초점을 맞추는 것이 통치자들이 "그들의 경제를 주기적인 약탈의 대상보다는 길러야 할 자원으로 보는 가능성이 낮으며, 올슨(1993)의 떠돌이 산적들과의 비유는 분명해야 한다"(Thies, 2004: 58)고 제안했다. 따라서 외부의 위협이 없다면, 통치자들은 유럽 국가들의 권력 집중화 과정에 결정적임이 입증된 틸리가 묘사한 패턴(전쟁, 강제, 자원 추출)을 복제할 자극이 없었다.
예를 들어, States and Power in Africa (2000)에서, Jeffrey Herbst는 "아프리카 국가들이 매우 자주 직면하는 유형의 국내 안보 위협은 국가가 세입을 증가시키도록 강요할 수 있지만, 시민 갈등은 다양한 계층의 인구 사이에서 분열과 상당한 적대감을 초래한다"고 설명한다 (2000: 126). 이후 기사에서, Herbst는 유럽에서의 전쟁은 강한 국가로 이어졌고 전쟁이 없는 아프리카 국가들은 약한 상태로 남아있을 것이라고 주장한다. 유럽에서, 외부의 위협은 국가들이 세금을 부과하고, 세금을 인상하고, 국가 정체성을 형성하도록 했다. 게다가, 강한 국가들에 의해 침략당하고 빼앗긴 국가들 (폴란드-리투아니아 또는 아일랜드와 같은)은 군사적으로 그리고 정치적으로 약했다. 아프리카 국가들은 가난하고, 약한 정부를 가지고 있으며, 민족적 또는 지역적 선에서 파편화되어 있다. 이론에 따르면, 이러한 약한 아프리카 국가들은 외부의 위협에 취약해야 하지만, 그렇지 않다. 아프리카에서, 국가들 간의 갈등은 거의 없으며, 만약 존재한다면, 전쟁은 국가의 존립을 위협하지 않는다고 Herbst는 지적한다. 예를 들어, 1979년 우간다-탄자니아 전쟁에서, 탄자니아는 이디 아민을 타도하기 위해 우간다를 침공했지만, 탄자니아가 아민을 제거한 후, 그들은 국가를 떠났다. 비록 아프리카 국가들이 광범위한 국가 간 전쟁을 경험하지는 않지만, Herbst는 그들이 조세 구조를 개혁하고 국가 정체성을 구축하기 위해 그것이 필요하다고 주장한다. Herbst는 아프리카의 전쟁이 아프리카 지도자들이 그들의 경제 개혁과 국가 정체성을 구축하려는 노력이 효과가 없다는 것을 깨달았을 때, 그리고 절망적으로 그들의 국가들이 필요로 하는 국가들을 구축하기 위해 전쟁을 시작할 때 발생할 가능성이 높다고 결론짓는다. James Robinson은 전쟁이 국가 건설에 미치는 영향의 등급에 있어서, 유럽의 식민지화와 유럽의 영향이 제도의 창설에 더 깊은 영향을 미쳤고, 따라서 아프리카의 국가들이 그러하다고 말하면서, Herbst와 의견을 달리한다.
2017년 현재, 공공 서비스의 제공은 공공 서비스의 전달과 함께 서비스의 영역 내에서 인적 자본의 관리를 포함하는 국가 건설의 또 다른 차원으로 분쟁 이후 아프리카 국가들에게 또 다른 주요 도전으로 남아 있다. 학계는 공공 서비스 행정의 능력, 전달 및 안정성과 그 국가들의 분쟁 유산에 뿌리를 둔 취약한 공무원이라는 결과를 초래하는 정책 간의 상충 관계를 이해하기 위해 분쟁 이후 아프리카 사회의 정치 경제 모델을 구축하였다.
여러 연구자들은 아프리카에서 볼 수 있는 내부 폭력이 초기 근대 유럽 정치의 특징이었으며, 이러한 유형의 구조가 해결되어 증가된 수준의 정치 질서를 만들어낼 수 있다고 강조했다. 다수의 학자들은 이 주장이 국가 형성 과정에 대한 "지나치게 다윈적"이고, 지나치게 결정론적이며, 유럽 중심적인 이해라고 비판했다(Thies, 2004: 69, see Joseph, 1997).

### 아시아

#### 팔레스타인
팔레스타인 해방 기구 (PLO)는 팔레스타인 사람들에 대한 대표적인 지위뿐만 아니라 법적인 국가 지위가 폭넓게 인정되는 (일부 주요 세계 강대국에 의해 인정되지는 않지만) 팔레스타인 영토에 대한 주권을 주장한다. 그러나, 그것은 그것이 주장하는 지역에 대한 단독 관할권을 가지고 있지 않다. 게다가, 그것이 대표하는 것을 목표로 하는 것들 중 많은 것들은 현재 요르단, 레바논, 시리아와 같은 아랍 국가들과 같은 다른 곳에, 특히 그렇다. 그럼에도 불구하고, PLO와 다른 팔레스타인 기구들은 역사적으로 팔레스타인 거주자의 수가 많은 국가들뿐만 아니라 팔레스타인 영토에 있는 국가들과 일반적으로 관련된 유형의 기관들을 설치하기 위해 많은 노력을 해왔다. 예들은 다음을 포함한다:
1967년 제3차 중동 전쟁 이후 요르단은 권력의 평행 구조와 세금과 교육을 위한 메커니즘의 설치로 하셈족 군주제의 권력과 합법성에 위협이 되는 대부분의 독립적인 팔레스타인인 거주지를 초래했다.
비슷한 과정이 민족적, 종교적 긴장을 악화시킨 레바논이 있다.
1993-2000년 오슬로 과정이 결렬되고 이스라엘 정착촌이 계속 건설되었음에도 불구하고, 팔레스타인 자치정부는 영토에서 국가 건설 활동을 계속하고 있으며 2013년 이후 공식 문서에서 "팔레스타인 국가"를 언급하고 있다. 2003년 유엔 안전보장이사회는 "독립적이고 민주적이며 실행 가능한 팔레스타인 국가의 수립"을 요구하는 유엔 결의안 1515를 통과시켰다. 국제 사회에 의한 PNA 국가 건설의 합법성에 대한 공식적인 인정에도 불구하고, 런던에 본부를 둔 해외 개발 연구소가 2011년 작성한 보고서는 국제적인 지원이 "희소적이고 단편적"이었다고 밝혔다. 외부의 일관된 지지 부족 외에도, 보고서는 국제적인 차원에서 팔레스타인 국가 건설에 대한 주요한 도전들을 확인하였는데, 이는 "최종 지위" 협상에 대한 지평 부족, 실패한 평화 협상, 점령의 강화, 그리고 취약한 경제 기반을 포함한다:
- 내부 정치적 해결의 결여
- 전반적으로 지배당국과 사회간의 약한 유대관계
- 약화된 사회적 결속력
- 남녀 불평등
- 약한 시민적
- 공식 PNA 기관의 역량 부족
- 점령된 팔레스타인 영토에 걸친 권한의 증권화[60]

많은 학자들은 팔레스타인 자치정부가 실행 가능한 국가를 건설할 수 있는 위치에 있었던 적이 있는지에 대해 의문을 제기했다. 에드워드 사이드, 니브 고든, 사라 로이 등은 PNA가 "점령 하청업자"로 설계되었으며, 단지 점령자와 점령자 사이의 권력 비대칭을 강화시킬 뿐이라고 주장했다. 자밀 힐랄과 무슈타크 칸(2004)과 관련된 또 다른 분석에서는 PNA를 "과도적 고객 준국가"로 묘사하며, 국가의 핵심 기능이 이스라엘 국가의 손에 여전히 남아있는 상황에 놓여있다. 그들은 오슬로 과정 내의 구조적인 문제들과 팔레스타인 엘리트들 사이에 만연한 불일치와 부패를 팔레스타인 국가 건설 노력의 실패의 주요 원인으로 파악한다.

#### 사우디 아라비아
사우디아라비아는 부족주의, 근본주의 종교이념(와하브파 이슬람), 군주제 왕조의 통제를 바탕으로 20세기 조세수입과 군사발전을 뒷받침하는 국가로 형성되었다.

#### 대한민국
1950년대 - 한국 전쟁 이후의 재건과 개발: 한국은 1950년대에 한국 전쟁을 겪었으며, 전쟁 후에는 완전한 파괴 상태에 처해 있었다. 이후, 대한민국 정부와 국제 지원을 받아 재건과 개발을 위한 노력이 시작되었다. 이 단계에서는 기반 시설의 복구와 경제적 성장을 중점으로 두었다.
1960년대 - 경제 발전: 1960년대에는 한국이 지속적인 경제 성장을 달성하기 위한 비전을 제시했다. 이때부터 한국은 수출 중심의 산업화 전략을 추진하며, 삼성, 현대, LG 등의 대기업이 성장하기 시작했다.
1970년대 - 고용 증대와 공공시설 건설: 1970년대에는 고용 창출과 인프라 개발에 중점을 두어 국가 건설 노력을 강화했다. 이 단계에서는 주택, 도로, 항구 등의 공공 시설을 건설하고 인프라 투자를 확대했다.
1980년대 - 민주화와 인권: 1980년대에는 민주화 운동과 인권을 강화하는데 노력을 기울였다. 민주주의가 강화되면서 시민 사회가 활발해지고, 인권 및 시민권이 강조되었다.
1990년대 - 글로벌 경제와 외교: 1990년대에는 한국이 글로벌 경제와 국제 외교 무대에서 더욱 중요한 역할을 하게 되었다. 이 단계에서는 국제 평화 유지와 국제 개발 협력에 기여하였다.
21세기 - 기술 혁신과 문화 수출: 현재의 한국은 정보 기술 및 문화 산업에서 세계적인 역할을 하며, K-Pop, K-Drama 등을 통해 문화를 수출하고 있다. 또한 기술 혁신과 연구 개발을 촉진하여 경제 발전을 계속하고 있다.

## 같이 보기
- 국민 형성(Nation building)
- 민족 형성(Ethnogenesis)